# Ribua contigua
Ribua contigua är en fjärilsart som beskrevs av Heinrich 1956. Ribua contigua ingår i släktet Ribua och familjen mott. Inga underarter finns listade i Catalogue of Life.